# مریم مؤمن
مریم مؤمن (زادهٔ ۶ مرداد ۱۳۷۷) بازیگر سینما و تلویزیون اهل ایران است. بیشترین شهرت وی به دلیل بازی در سریال بانوی عمارت می‌باشد.

## زندگی
مریم مؤمن در ۶ مرداد ۱۳۷۷ در مشگین‌شهر، استان اردبیل به دنیا آمده است. او فارغ‌التحصیل رشته بازیگری در مقطع کارشناسی است، مؤمن تنها فرزند خانواده بوده و پدر و مادرش زمانی که او ۹ سال داشت از هم جدا شده‌اند. مریم مؤمن در سال ۱۳۸۲ و در سن ۵ سالگی با نقش‌آفرینی در فیلم کوتاهی که از طرف پسرعموی پدرش پیشنهاد شد، جلوی دوربین رفت و از همان موقع به بازیگری علاقه‌مند شد. وی از سال دوم راهنمایی در تئاتر شرکت کرد، اما فعالیت جدی‌اش را در دوران دانشجویی و با حضور در تئاتر دانشجویی شروع کرد. مؤمن در سال ۱۳۹۶ در تست بازیگری مجموعه تلویزیونی بانوی عمارت شرکت کرد و قبول شد، او با این اثر شناخته شد.امروزه بازیگری نام آشنا می‌باشد.

## فیلم‌شناسی

### فیلم
| سال  | عنوان  | کارگردان      | مرجع        |
| ---- | ------ | ------------- | ----------- |
| ۱۴۰۳ | سونسوز | رضا جمالی     |             |
| ۱۳۹۹ | کادون  | کمال مقدم     | [ ۵ ] [ ۶ ] |
| ۱۴۰۰ | لختگی  | کاوه دهقانپور | [ ۷ ]       |

### مجموعه تلویزیونی
| سال  | عنوان          | کارگردان          | نقش             | مرجع                 |
| ---- | -------------- | ----------------- | --------------- | -------------------- |
| ۱۳۹۷ | بانوی عمارت    | عزیزالله حمیدنژاد | فخرالزمان شالچی | [ ۸ ]                |
| ۱۳۹۹ | سرزده          | بهادر اسدی        | پریناز          | [ ۹ ]                |
| ۱۳۹۹ | همبازی         | سروش محمدزاده     | نوشین رستگار    | [ ۱۰ ] [ ۱۱ ] [ ۱۲ ] |
| ۱۴۰۰ | دردسرهای شیرین | سهیل موفق         | شیرین تمدن      | [ ۱۳ ] [ ۱۴ ]        |
| ۱۴۰۳ | چسب زخم        | مجید پرکار        | سمیه            | [ ۱۵ ]               |
| ۱۴۰۳ | یزدان          | منوچهر هادی       | نسترن           | [ ۱۶ ]               |
| ۱۴۰۴ | مهمان‌کشی       | احمد کاوری        | رقیه            |                      |

### نمایش خانگی
| سال  | عنوان              | کارگردان        | نقش            | مرجع          |
| ---- | ------------------ | --------------- | -------------- | ------------- |
| ۱۳۹۹ | شب‌های مافیا        | سعید ابوطالب    | شرکت کننده     | [ ۱۷ ] [ ۱۸ ] |
| ۱۴۰۱ | جادوگر             | مسعود اطیابی    | پری            | [ ۱۹ ]        |
| ۱۴۰۱ | ارتش سری           | سعید ابوطالب    | شرکت کننده     |               |
| ۱۴۰۲ | تی‌ان‌تی             | حامد آهنگی      | شرکت کننده     | [ ۲۰ ]        |
| ۱۴۰۲ | شب‌های مافیا:زودیاک | محمدرضا رضاییان | شرکت کننده     |               |
| ۱۴۰۲ | چیدمانه            | ایرج طایفه      | شرکت‌کننده مجری |               |
| ۱۴۰۲ | ضد                 | سعید ابوطالب    | شرکت کننده     |               |

### تئاتر
| سال  | عنوان     | کارگردان       | مرجع          |
| ---- | --------- | -------------- | ------------- |
| ۱۴۰۰ | اتاق عروس | محمد قنبری     | [ ۲۲ ] [ ۲۳ ] |
| ۱۴۰۱ | تن سایه   | مریم یاسین‌زاده | [ ۲۴ ]        |

## جوایز
- تندیس بازیگر منتخب زن از نگاه مردم برای «بانوی عمارت» در پنجمین جشنواره تلویزیونی جام‌جم[۲۵][۲۶]